# Обелиск партработникам (Таганрог)
Обелиск партработникам (Памятник погибшим 17 октября 1941) — обелиск в городе Таганроге Ростовской области.

## История
В октябре 1941 года фашисты прорывались на Юг СССР. Они прилагали все силы, чтобы овладеть Таганрогом, и в начале октября бои уже были на подступах к городу. С середины сентября 1941 года руководители города находились на казарменном положении. В это время в Таганрог прибыла группа областных партийных работников во главе с секретарями Ростовского обкома партии М. П. Богдановым и Г. И. Ягупьевым. Перед ними была поставлена задача по организации эвакуации организаций и населения из Таганрога. В порту на площадке погрузки оборудования работали секретари горкома партии Л. И. Решетняк, Н. Я. Сердюченко и другие руководители. М. И. Рамазанов, В. Л. Наталевич и С. Г. Морозов раздавали горожанам со складов морского порта хранившееся там зерно, чтобы оно не попало в руки врагу.
Утром 17 октября 1941 года истребительные батальоны вступили в бой с фашистами около Северного жилого массива. В 11 часов группа партийных и советских работников отошла в порт. В два часа дня подразделения дивизии «Адольф Гитлер» ворвались на танках в город и устремились к морю. Завязался бой. 17 октября 1941 года Таганрог был захвачен вермахтом.
Руководители города покидали Таганрог последними. В порт вернулся обстрелянный немцами железнодорожный состав. Паровоз состава был пущен под откос, а из вагонов были сооружены баррикады, чтобы преградить немецким танкам путь в порт. Но туда уже проскочили немцы, открывшие по кораблям минометный огонь, отчего канонерская лодка «Ростов-Дон» под командованием лейтенанта И. О. Рогальского получила повреждения, потеряла управление и легла в дрейф. В этом бою тяжелое ранение получил контр-адмирал С. Ф. Белоусов, погибли М. П. Богданов, Л. И. Решетняк, Н. Я. Сердюченко, М. И. Рамазанов, В. Л. Наталевич и др. Среди тех, кому 17 октября 1941 года удалось спастись, был секретарь Ростовского обкома Г. И. Ягупьев.
Ночью наши катера сняли с борта канонерки раненого контр-адмирала С. Ф. Белоусова и тела погибших. Все они были доставлены в Азов. Здесь руководители города и были похоронены. Позднее их прах был перенесен в Ростов-на-Дону. В 1944 году Таганрогский городской комитет партии принял решение похоронить погибших Л. И. Решетняка, И. Я. Сердюченко, М. И. Рамазанова и В. Л. Наталевича в Таганроге. Всех их похоронили 27 августа 1944 года в братской могиле в сквере на Комсомольском бульваре.
В 1946 году по инициативе Г. И. Ягупьева на братской могиле на Комсомольском (Историческом) бульваре был сооружен обелиск с именами погибших.

## Описание
Памятник погибшим 17 октября 1941 года имеет и другое название — обелиск партработникам. Памятник погибшим представляет собой обелиск из темно-зеленого мрамора. Установлен он на постаменте над братской могилой. На обелиске висят две таблички. На верхней табличке сделана надпись: «Решетняк Лука Игнатьевич, секретарь ГК ВКП(б), Сердюченко Николай Яковлевич, секретарь ГК ВКП(б), Рамазанов Михаил Ильич, заместитель председателя горисполкома, Наталевич Владимир Леонтьевич, заведующий отделом горисполкома. Пали в борьбе с немецко-фашистскими захватчиками 17 октября 1941 г.». На нижней табличке написаны слова: «Вечная слава героям, павшим в борьбе за свободу и независимость нашей Родины!», «Память о вас никогда не умрет».
Территория вокруг обелиска благоустроена.